# Adenopilina adenensis
Adenopilina adenensis is een Monoplacophorasoort uit de familie van de Neopilinidae. De wetenschappelijke naam van de soort is voor het eerst geldig gepubliceerd in 1967 door Tebble.